# یواس‌اس فیکسیتی (ای‌ام-۲۳۵)
یواس‌اس فیکسیتی (ای‌ام-۲۳۵) (به انگلیسی: USS Fixity (AM-235)) یک کشتی بود که طول آن ۱۸۴ فوت ۶ اینچ (۵۶٫۲۴ متر) بود. این کشتی در سال ۱۹۴۴ ساخته شد.